# Peperomia rostrata
Peperomia rostrata är en pepparväxtart som beskrevs av Albert Gottfried Dietrich. Peperomia rostrata ingår i släktet peperomior, och familjen pepparväxter. Inga underarter finns listade i Catalogue of Life.